# Власов (Ростовская область)
Вла́сов — хутор в Морозовском районе Ростовской области.
Входит в состав Вольно-Донского сельского поселения.

## Население
| 2010 |
| ---- |
| 142  |

## Улицы
На хуторе имеются две улицы — Вязовая и Речная.